# Parcewo (województwo wielkopolskie)
Parcewo – osada w Polsce położona w województwie wielkopolskim, w powiecie gnieźnieńskim, w gminie Kłecko.
Inne miejscowości o nazwie: Parcewo